# كمال إبراهيم (مصارع رياضي)
كمال إبراهيم هو مصارع رياضي مصري، ولد في 10 يناير 1961 في محافظة الإسكندرية في مصر.

## وصلات خارجية
- كمال إبراهيم على موقع اللجنة الأولمبية الدولية (الإنجليزية)
- كمال إبراهيم على موقع أوليمبيديا (الإنجليزية)